# Verrucaria rufofuscella
Verrucaria rufofuscella är en lavart som beskrevs av Servít. Verrucaria rufofuscella ingår i släktet Verrucaria och familjen Verrucariaceae.   Inga underarter finns listade i Catalogue of Life.